# LBC-MVP Sports Foundation Cycling Team
LBC-MVP Sports Foundation Cycling Team ist ein philippinisches Radsportteam mit Sitz in Pasay City.
Die Mannschaft wurde 2013 gegründet und nimmt als Continental Team an den UCI Continental Circuits teil. Manager ist Jaideep Chulani, der von dem Sportlichen Leiter Christopher Allison unterstützt wird.
Ende 2014 wurde das Team aufgelöst.

## Saison 2014

### Abgänge – Zugänge
| Zugänge                   | Team 2013                           | Abgänge                  | Team 2014                          |
| ------------------------- | ----------------------------------- | ------------------------ | ---------------------------------- |
| Mark Rhome Antonio        | Neoprofi                            | John Renee Mier          | Philippine Navy-Standard Insurance |
| Jerry Aquino (ab 25. Mai) | Team 7 Eleven-Road Bike Philippines | Denver Casayuran         | Unbekannt                          |
|                           |                                     | Elmer Navarro            | Unbekannt                          |
|                           |                                     | Francisco Bombarda Ramos | Unbekannt                          |

### Mannschaft
| Name               | Geburtstag       | Nationalität | Team 2015                           |
| ------------------ | ---------------- | ------------ | ----------------------------------- |
| Mark Rhome Antonio | 2. Mai 1987      | Philippinen  |                                     |
| Jerry Aquino       | 2. Juli 1992     | Philippinen  |                                     |
| Mark Bonzo         | 15. Juli 1989    | Philippinen  | CCN Cycling Team                    |
| Jemico Brioso      | 31. Mai 1989     | Philippinen  |                                     |
| El Joshua Carino   | 25. Januar 1993  | Philippinen  |                                     |
| Rustom Lim         | 8. Juli 1993     | Philippinen  | Team 7 Eleven Road Bike Philippines |
| Ronald Lomotos     | 8. Juli 1994     | Philippinen  |                                     |
| Junrey Navarra     | 1. Februar 1992  | Philippinen  |                                     |
| Ronald Oranza      | 2. Dezember 1992 | Philippinen  |                                     |

## Platzierungen in UCI-Ranglisten
UCI Asia Tour
| Saison | Mannschaftswertung | Fahrerwertung                                                |
| ------ | ------------------ | ------------------------------------------------------------ |
| 2013   | 56.                | Rustom Lim (295.) Ronald Lomotos (295.) Ronald Oranza (295.) |
| 2014   | -                  | -                                                            |